# フィフス・ディメンション
フィフス・ディメンション（The Fifth Dimension）は、1966年から現在まで活躍し続けているアメリカのコーラス・グループ。

## 歴史

### 黎明期
1963年に、ラモンテ・マクレモア、マリリン・マックー、ハリー・エルストン、フロイド・バトラーの4人が男性3名と女性１名の混声コーラス・グループであるハイ-ファイズ（Hi-Fis）を結成。ロサンゼルスのクラブ歌手として活動を開始した。
1964年、レイ・チャールズに気に入られ、ツアーを共にすることになり、チャールズのプロデュースによるジャズ・ナンバー「ロンサム・ムード(Lonesome Mood)」をリリースした。その後、エルストンとバトラーが意見の相違からグループを脱退したため、マクレモアとマックーは新しいメンバーを募ることになった。

### リバティ・レコード時代
1966年、フローレンス・ラルー、ロン・タウンソン、マクレモアの従兄弟に当たるビリー・デイビスJr.が加入。マックーとラルーの女性2名とマクレモア、タウンソン、デイビスJr.の男性3名からなる5人編成のヴァーサタイルズ（Versatiles）が結成された。モータウン・レコードの門を叩くが拒否された。しかしジョニー・リバース（Johnny Rivers）の目に止まり、リバティ（Liberty Records）傘下の新しいR&Bレーベルdeであるソウル・シティ（Soul City）からフィフス・ディメンションとしてデビューすることになった。
第一弾として、フォー・トップス風のリズム・アンド・ブルースを目指した「I'll Be Lovin' You Forever」をリリースしたが不発に終った。そこでプロデューサーのボーンズ・ハウは、急遽、コーラスを重視した「黒いママス&パパス」（Black - Mamas & Papas）」路線に変更。1967年、ママス&パパスの「青空を探せ（Go Where You Wanna Go）」をカバーさせた。これがBillboard Hot 100（全米）16位へ躍り出る大ヒットになった。続いて、当時まだ無名だった作曲家ジミー・ウェッブの「ビートでジャンプ（Up, Up and Away）」で全米7位を記録。同曲は翌1968年の第10回グラミー賞で最優秀レコード賞など4部門を受賞した。
1968年は、ローラ・ニーロ作の「ストーンド・ソウル・ピクニック」が全米3位を記録してプラチナディスクを受賞した。
1969年、ミュージカル「ヘアー」の挿入歌「輝く星座/レット・ザ・サンシャイン・イン」でついに全米1位の座を射止めた。同曲は翌1970年に第12回グラミー賞最優秀レコード賞を受賞し、フィフス・ディメンションも同賞のBest Contemporary Vocal Performance By A Groupに選ばれた。「ウェディング・ベル・ブルース」のヒットを機にマックーとデイビスJr.が結婚。同曲はマックーをソロとしてフィーチャーすることを決定付けた最初のヒット曲となった。

### ベル・レコード時代
1970年、ベル・レコードへ移籍。「悲しみは鐘の音と共に（One Less Bell to Answer）」や「夢の消える夜」など、マックーをリードにしたアダルト・コンテンポラリー・ミュージックナンバーがヒットの中心になって行った。「悲しみは鐘の音と共に」はアメリカTVドラマ「スパイのライセンス」シーズン3　"To Sing a Song of Murder"で使用され、マックーは同エピソードのマドンナ役を演じ、他のメンバーも全員がゲスト出演した。
同年に大阪で開催された日本万国博覧会に際して来日を果たした。
ベル・レコードはリバティ時代の音源を引き継いだため、アリスタに社名変更後も、黄金期の録音全てを含むベスト・アルバムをリリースしている。

### abcレコード時代以降
1975年　abcレコードに移籍。マックーとデイビスJr.が脱退して夫婦によるユニットとして活動を開始。「星空のふたり（You Don't Have to Be a Star）」が全米1位に輝き、翌1977年の東京音楽祭でもグランプリを受賞した。
一方、2人を失ったフィフス・ディメンションは、5人編成を維持すべく新メンバーを加えるものの、メンバーが激しく入れ替わっていくことになった。
最後のシングル・リリースはラルーのリードによる「ラブ・ハングオーヴァー(Love Hangover)」（1976年）だったが、直後にダイアナ・ロスがモータウンから同曲をリリースしたので、競作となった。結果として、マックー不在のフィフス・ディメンション版は、当時絶大な人気を誇ったロスの壁を超えることはできなかった。
1976年、モータウンへ移籍。
1991年、遅まきながら、ハリウッド・ウォーク・オブ・フェームに名前が刻まれることになった。
2001年、タウンソン病没。享年68歳。
現在在籍するオリジナル・メンバーはラルーだけで、「フローレンス・ラルーとニュー・フィフィスディメンション」と言うべき陣容になっている。

## メンバー
オリジナル・メンバー
- フローレンス・ラルー（Florence LaRue 1944年2月4日 - ）
- ラモンテ・マクレモア（Lamonte McLemore 1940年9月17日 - ）
- ロン・タウンソン（Ron Townson 1933年1月29日 - 2001年8月2日）
- ビリー・デイビスJr.（Billy Davis Jr. 1938年6月26日 - ）
- マリリン・マックー（Marilyn McCoo 1943年9月30日 - ）

メンバーの変遷
| 年代     | フローレンス・ラルー | ラモンテ・マクレモア                   | ロン・タウンソン       | ビリー・デイビスJr.                                     | マリリン・マックー |
| -------- | -------------------- | -------------------------------------- | ---------------------- | ------------------------------------------------------- | --- |
| 1975～80 | ↓                    | ↓                                      | ↓ '78~79 Mic Bell      | '75~ Danny Beard '78~ Lou Courtney '79~ Michael Procter | '75~ Eloise Laws '76~ Marjorie Barnes '78~ Terri Bryant '79 Pat Bass,Tanya Boyd '79~ Joyce Wright Pierce                                       |
| 1980年代 | ↓                    | ↓                                      | タウンソン復帰         | ↓ '89~ Eugene Barry-Hill                                | ↓ '86 Estrelita '88~ Phyllis Battle |
| 1990年代 | ↓                    | ↓                                      | ↓ '98~ Willie Williams | ↓ '93~グレッグ・ウォーカー Greg Walke                   | ↓ |
| 2000年代 | ↓                    | ↓ '06~ Michael Mishaw '09~ Floyd Smith | ↓                      | ↓ '06~Leonard Tucker ↓                                  | '02~ Julie Delgado '02~ Van Jewell '05~ Jamila Ajibade '06~ Valerie Davis '07 Jennifer Leigh Warren '07 Gwyn Foxx December '08~ Patrice Morris |

※　グレッグ・ウォーカーは、元サンタナのボーカリスト。

## ディスコグラフィ

### シングル　USビルボード・ランキング
| チャート・イン       | 曲目：邦題 "原題"                                                      | US  | US AC | US R&B | 作曲者                          | 収録アルバム                                      |
| -------------------- | ---------------------------------------------------------------------- | --- | ----- | ------ | ------------------------------- | ------------------------------------------------- |
| 1966/1/14 Soul City  | 青空を探せ "Go Where You Wanna Go"                                     | 16  | -     | -      | ジョン・フィリップス            | ビートでジャンプ Up, Up and Away                  |
| 1967/4/29 Soul City  | アナザーデイ "Another Day, Another Heartache"                          | 45  | -     | -      | P.F. Sloan/Steve Barri          | ビートでジャンプ Up, Up and Away                  |
| 1967/6/3 Soul City   | ビートでジャンプ "Up, Up and Away"                                     | 7   | 9     | -      | ジミー・ウェッブ                | ビートでジャンプ Up, Up and Away                  |
| 1967/11/4 Soul City  | ペイパー・カップ "Paper Cup"                                           | 34  | -     | -      | ジミー・ウェッブ                | マジック・ガーデン The Magic Garden               |
| 1968/2/3 Soul City   | カーペット・マン "Carpet Man"                                          | 29  | -     | -      | ジミー・ウェッブ                | マジック・ガーデン The Magic Garden               |
| 1968/6/1 Soul City   | ストーンド・ソウル・ピクニック "Stoned Soul Picnic"                    | 3   | -     | 2      | ローラ・ニーロ                  | ストーンド・ソウル・ピクニック Stoned Soul Picnic |
| 1968/9/28 Soul City  | スウィート・ブラインドネス "Sweet Blindness"                           | 13  | -     | 45     | ローラ・ニーロ                  | ストーンド・ソウル・ピクニック Stoned Soul Picnic |
| 1968/12/21 Soul City | カリフォルニア・ソウル "California Soul"                               | 25  | -     | 49     | Ashford & Simpson               | ストーンド・ソウル・ピクニック Stoned Soul Picnic |
| 1969/3/8 Soul City   | 輝く星座/レット・ザ・サンシャイン・イン "Aquarius/Let the Sunshine In" | 1   | 1     | 6      | Galt MacDermot                  | 輝く星座 The Age of Aquarius                      |
| 1969/7/19 Soul City  | 愛の星座 "Workin' On a Groovy Thing"                                   | 20  | 9     | 15     | ニール・セダカ                  | 輝く星座 The Age of Aquarius                      |
| 1969/9/27 Soul City  | ウェディング・ベル・ブルース "Wedding Bell Blues"                      | 1   | 1     | 23     | ローラ・ニーロ                  | 輝く星座 The Age of Aquarius                      |
| 1970/1/3 Soul City   | ブローイング・アウェイ "Blowing Away"                                  | 21  | 7     | -      | ローラ・ニーロ                  | 輝く星座 The Age of Aquarius                      |
| 1970/2/21 Bell       | 平和のために（独立宣言） "The Declaration"                             | 64  | 35    | -      | Julius Johnsen, Rene De Knight  | 素敵なポートレート Portrait                       |
| 1970/4/4 Soul City   | ガールズ・ソング "The Girls' Song"                                     | 43  | 6     | -      | ジミー・ウェッブ                | マジック・ガーデン The Magic Garden               |
| 1970/4/18 Bell       | パペット・マン "Puppet Man"                                            | 24  | 31    | -      | ニール・セダカ                  | 素敵なポートレート Portrait                       |
| 1970/6/13 Bell       | セイブ・ザ・カントリー "Save the Country"                              | 27  | 10    | -      | ローラ・ニーロ                  | 素敵なポートレート Portrait                       |
| 1970/8/22 Bell       | 渚にて "On the Beach (In the Summertime)"                              | 54  | 12    | -      |                                 |                                                   |
| 1970/10/24 Bell      | 悲しみは鐘の音と共に "One Less Bell to Answer"                         | 2   | 1     | 4      | バート・バカラック              | 素敵なポートレート Portrait                       |
| 1971/2/27 Bell       | 愛のロンド(輪舞) "Love's Lines, Angles and Rhymes"                     | 19  | 6     | -      | Dorothea Joyce                  | 愛のロンド Love's Lines, Angles and Rhymes        |
| 1971/5/22 Bell       | 新しい世界の歌 "Light Sings"                                           | 44  | 12    | -      | Friendman, Holt                 | 愛のロンド Love's Lines, Angles and Rhymes        |
| 1971/9/18 Bell       | ネヴァー・マイ・ラヴ(かなわぬ愛) "Never My Love" (live)                | 12  | 1     | 45     | Donald Addrisi                  | ライブ Live!!                                     |
| 1972/1/1 Bell        | "Together Let's Find Love" (live)                                      | 37  | 8     | 22     |                                 | ライブ Live!!                                     |
| 1972/4/1 Bell        | 夢の消える夜 "(Last Night) I Didn't Get to Sleep at All"               | 8   | 2     | 28     | Tony Macaulay                   | 五次元の結晶 Individually & Collectively          |
| 1972/9/9 Bell        | とどかぬ愛 "If I Could Reach You"                                      | 10  | 1     | -      | Randy McNeill                   | 五次元の結晶 Individually & Collectively          |
| 1973/1/6 Bell        | 愛の仲間達 "Living Together, Growing Together"                         | 32  | 5     | -      | バート・バカラック              | 愛の仲間達 Living Together, Growing Together      |
| 1973/4/14 Bell       | チェインジド "Everything's Been Changed"                               | 70  | 18    | -      | ポール・アンカ                  | 愛の仲間達 Living Together, Growing Together      |
| 1973/8/25 Bell       | アシェス・トゥ・アシェス "Ashes to Ashes"                              | 52  | 7     | 54     | Dennis Lambert and Brian Potter | 愛の仲間達 Living Together, Growing Together      |
| 1973/12/15 Bell      | "Flashback"                                                            | 82  | 30    | 75     |                                 |                                                   |
| 1975/3/1 Bell        | "No Love In the Room"                                                  | 105 | 11    | -      |                                 | Soul & Inspiration                                |
| 1976 abc             | ラブ・ハングオーヴァー "Love Hangover"                                 | 80  | -     | 39     |                                 |                                                   |

### オリジナル・アルバム
- ビートでジャンプ　Up, Up and Away (1967 Liberty/Soul City) - US #8
- マジック・ガーデン　The Magic Garden (1967 Liberty/Soul City) - US #105
- ストーンド・ソウル・ピクニック　Stoned Soul Picnic (1968 Liberty/Soul City) - US #21
- 輝く星座　The Age of Aquarius (1969 Liberty/Soul City) - US #2
- 素敵なポートレート　Portrait (1970 Bell records) - US #20
- 愛のロンド　Love's Lines, Angles and Rhymes (1971 Bell records) - US #17
- ライブ　The 5th Dimension/Live!! (1971 Bell records) - US #32
- 五次元の結晶　Individually & Collectively (1972 Bell records) - US #58
- 愛の仲間達　Living Together, Growing Together (1973 Bell records) - US #108
- ソウル＆インスピレーション　Soul & Inspiration (1974 Bell records) - US #202
- アースバウンド　Earthbound (1975 abc records) - US #136
- ホーム・クッキン　Home Cookin (1976 abc records)→reissue：Live! Plus Rare Studio Recordings (2011/6/3 Soul Concerts)
- スター・ダンシング　Star Dancing (1978 Motown)
- ハイ・オン・ザ・サンシャイン　High On Sunshine (1978 Motown)
- Now (1984　Buddaha records)→reissue：宇宙のファンタジー  Fantasy (2004)
- イン・ザ・ハウス　In the House (1995/6/20 SONY/Columbia)